# 자유시대
《자유시대》(영어: Mobsters)는 미국에서 제작된 마이클 카벨니코프 감독의 1991년 범죄 드라마 영화이다. 크리스천 슬레이터 등이 출연하였고, 스티브 J. 로스 등이 제작에 참여하였다.

## 출연
- 크리스천 슬레이터
- 패트릭 뎀프시
- 리처드 그리코
- 코스터스 맨딜로어
- F. 머리 에이브러햄
- 마이클 갬본
- 앤서니 퀸
- 라라 플린 보일
- 크리스 펜
- 로버트 즈다
- 프랭크 콜리슨
- 로드니 이스트먼
- 조 비터렐리
- 타이터스 웰리버

## 기타 제작진
- 배역: 낸시 네이어, 보니 티머먼
- 미술: 리처드 실버트
- 의상: 엘런 미로지닉